# Memramcook
Vous lisez un « bon article » labellisé en 2008.
Memramcook, aussi orthographié Memramcouke ou Memramkouke, est un village canadien du comté de Westmorland, dans le Sud-Est du Nouveau-Brunswick. C'est un village agricole ayant un important patrimoine historique. Habité depuis fort longtemps par les Micmacs, le site a vu l'arrivée des premiers Acadiens en 1700. Ceux-ci furent déportés en grande partie en 1755 et durant les années suivantes mais le village survécut.
Le Collège Saint-Joseph, la première université francophone de l'est du pays, ouvrit ses portes dans le village en 1864 et la première Convention nationale acadienne y fut organisée en 1881.

## Géographie

Carte topographique de Memramcook.

### Situation
Memramcook est situé à une vingtaine de kilomètres au sud-est de Moncton, dans la région des Trois-Rivières. Le village a une superficie de 185,71 km2.
La partie la plus occidentale du village est composée du massif des Grandes Buttes. Cette région, aussi appelée la Pointe, est bordée à l'ouest par la rivière Petitcodiac. Elle est composée d'un plateau et de quelques collines, dont la principale, à Beaumont, culmine à 160 mètres d'altitude. Les Grandes Buttes se terminent en péninsule, dont l'extrémité est la pointe de Beaumont, ou du Fort Folly. À l'est des Grandes Buttes se trouve la vallée de la rivière Memramcook, où sont bâtis les principaux quartiers. Encore plus à l'est se trouve le bois de l'Aboujagane, dont le relief est formé, du nord au sud, par le plateau de Lourdes et le massif de la colline Coppermine.

### Emplacement
Memramcook est limitrophe de Dieppe et du Grand-Brûlis-du-Lac au nord et de la paroisse de Sackville à l'est. La paroisse de Dorchester borde Memramcook au sud, y compris dans le sud-est de la pointe, où se trouve le hameau de Village-des-Taylor. Cette municipalité possède également une exclave au nord-est de Memramcook.
Memramcook est généralement considéré comme faisant partie de l'Acadie.

### Hydrographie
Le village comporte deux bassins hydrographiques. Dans la rivière Petitcodiac se jettent les ruisseaux suivants, d'amont en aval: Steeve's, McFarlane's, Downing, Boyd, Upper, Belliveau et Boudreau. Dans la rivière Memramcook se déversent les ruisseaux suivants, d'amont en aval: Stoney, Smith, Leblanc et Breault. La rivière Memramcook conflue en rive gauche du fleuve à la pointe de Beaumont.
Le village comprend deux lacs importants, le lac Memramcook, situé au sud-est du village et mesurant plus de 500 mètres de long et le lac Folly, au nord-ouest du village et mesurant environ 800 mètres de long par 270 mètres de large.
Il y a également plusieurs marais, principalement sur les berges de la rivière, au nord du village et à quelques endroits le long du fleuve.

### Quartiers

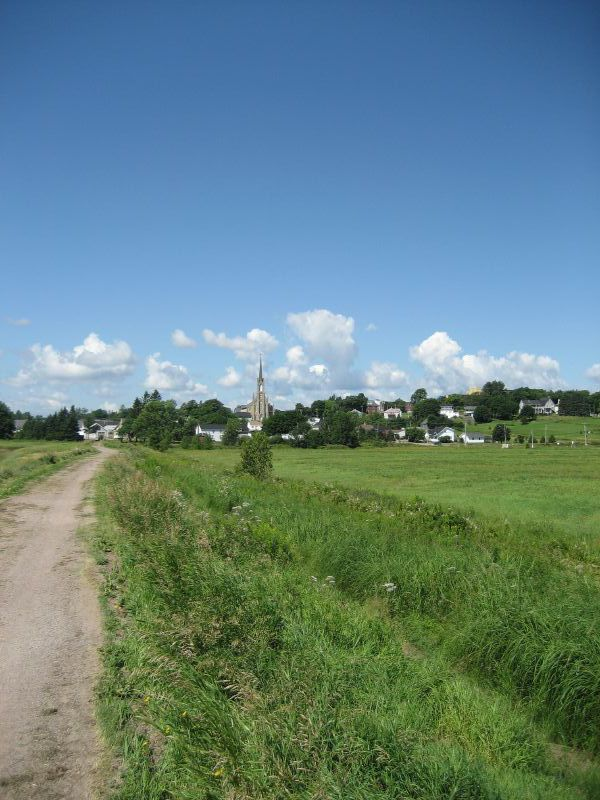
Saint-Joseph, vu de l'est.

Le village de Memramcook comporte plusieurs hameaux, villages et quartiers.
Sur les berges du fleuve, au pied des Grandes Buttes, se trouvent, d'amont en aval, le Pré-des-Surette (ou Dover), Gautreau-Village, le Pré-d'en-Haut, le Village-des-Belliveau (ou Pierre-à-Michel) et Beaumont. Ces quartiers sont plutôt résidentiels et ruraux, excepté Pré-d'en-Haut, qui compte quelques services. Au sommet des Grandes Buttes se trouvent Petit-Dover, La Montain et La Hêtrière.
Saint-Joseph est le principal quartier. Il est situé sur le versant est des Grandes Buttes, sur la Butte à Pétard, en haut d'un méandre de la rivière.
Au nord de Saint-Joseph, dans la vallée à proprement parler se trouvent, d'amont en aval, Gaytons, Chemin-de-Shédiac, Lourdes et McGinleys Corner. Au bout du pont, à l'est de Saint-Joseph, se trouve College Bridge. L'Anse-des-Cormier est situé au sud de Saint-Joseph.
À l'est de College Bridge s'étendent Le Lac, situé près du lac de Memramcook, et Memramcook-Est, situé dans une clairière au-delà de l'autoroute.
Ruisseau-des-Breau est situé dans un vallon du ruisseau éponyme, au sud-est de College Bridge.

### Géologie
Le sous-sol de Memramcook est composé de roches sédimentaires. Le Beaumont est composé de roches du groupe de Cumberland datant du pennsylvanien. Le reste du sous-sol est composé de roches du groupe de Mabou, datant du mississippien, présentes au sud et à l'ouest de la province, et du groupe de Horton, datant de la fin du pennsylvanien et du début dévonien et présentes seulement dans le sud de la province.

### Faune et flore
Memramcook est située dans l'écorégion des basses terres de l'est, plus précisément dans l'écodistrict de Petitcodiac. La forêt y est dominée par l'épinette rouge. Il y a aussi de l'épinette noire, du sapin baumier, de l'érable rouge, du bouleau à papier et du peuplier faux-tremble. Le mélèze laricin, le pin blanc d'Amérique et la pruche poussent par endroits.
Les Trois-Rivières sont un lieu de migration majeur pour des oiseaux tels que des canards et des bécasseaux. Il y a aussi quelques nids de pygargues à tête blanche.

### Climat
| Données climatologiques de Memramcook | Données climatologiques de Memramcook | Données climatologiques de Memramcook | Données climatologiques de Memramcook | Données climatologiques de Memramcook | Données climatologiques de Memramcook | Données climatologiques de Memramcook | Données climatologiques de Memramcook | Données climatologiques de Memramcook | Données climatologiques de Memramcook | Données climatologiques de Memramcook | Données climatologiques de Memramcook | Données climatologiques de Memramcook | Données climatologiques de Memramcook | Données climatologiques de Memramcook |
| Température | Température                           | Température                           | Température                           | Température                           | Température                           | Température                           | Température                           | Température                           | Température                           | Température                           | Température                           | Température                           | Température                           | Température                           |
| Mois | Jan                                   | Fév                                   | Mar                                   | Avr                                   | Mai                                   | Jui                                   | Jui                                   | Aoû                                   | Sep                                   | Oct                                   | Nov                                   | Déc                                   |                                       | Moyenne                               |
| --- | ------------------------------------- | ------------------------------------- | ------------------------------------- | ------------------------------------- | ------------------------------------- | ------------------------------------- | ------------------------------------- | ------------------------------------- | ------------------------------------- | ------------------------------------- | ------------------------------------- | ------------------------------------- | ------------------------------------- | ------------------------------------- |
| Maximum extrême (°C) | 16                                    | 15                                    | 19                                    | 28                                    | 34                                    | 34                                    | 36                                    | 37                                    | 33                                    | 26                                    | 23                                    | 18                                    |                                       |                                       |
| Maximum quotidien (°C) | -4                                    | -3                                    | 2                                     | 8                                     | 16                                    | 21                                    | 24                                    | 24                                    | 19                                    | 12                                    | 6                                     | -1                                    |                                       | 10,4                                  |
| Moyenne (°C) | -9                                    | -8                                    | -3                                    | 3                                     | 10                                    | 15                                    | 19                                    | 18                                    | 13                                    | 7                                     | 1                                     | -6                                    |                                       | 5,1                                   |
| Minimum quotidien (°C) | -14                                   | -13                                   | -8                                    | -2                                    | 4                                     | 9                                     | 13                                    | 12                                    | 7                                     | 2                                     | -3                                    | -10                                   |                                       | -0.3                                  |
| Minimum extrême (°C) | -32                                   | -32                                   | -27                                   | -16                                   | -6                                    | -2                                    | 1                                     | 1                                     | -3                                    | -1                                    | -17                                   | -29                                   |                                       |                                       |
| Précipitations et heures d'ensoleillement |                                       |                                       |                                       |                                       |                                       |                                       |                                       |                                       |                                       |                                       |                                       |                                       |                                       |                                       |
| Mois | Jan                                   | Fév                                   | Mar                                   | Avr                                   | Mai                                   | Jui                                   | Jui                                   | Aoû                                   | Sep                                   | Oct                                   | Nov                                   | Déc                                   |                                       | Total                                 |
| Total mm | 109                                   | 81                                    | 103                                   | 90                                    | 99                                    | 94                                    | 100                                   | 76                                    | 92                                    | 100                                   | 97                                    | 106                                   |                                       | 1144                                  |
| Pluie (mm) | 42                                    | 28                                    | 42                                    | 58                                    | 93                                    | 94                                    | 100                                   | 76                                    | 92                                    | 96                                    | 77                                    | 52                                    |                                       | 849                                   |
| Chutes de neige (cm) | 67                                    | 53                                    | 61                                    | 32                                    | 5                                     | 0                                     | 0                                     | 0                                     | 0                                     | 4                                     | 20                                    | 54                                    |                                       | 295                                   |
| Heures d'ensoleilement | 115                                   | 124                                   | 139                                   | 158                                   | 205                                   | 229                                   | 248                                   | 244                                   | 167                                   | 142                                   | 103                                   | 95                                    |                                       | 1971                                  |
| Données recueillies à l'aéroport international du Grand Moncton, à 10 kilomètres au nord-ouest de Memramcook, par Environnement Canada. Données allant de 1971 à 2000. |                                       |                                       |                                       |                                       |                                       |                                       |                                       |                                       |                                       |                                       |                                       |                                       |                                       |                                       |

## Histoire

### Toponymie
Le nom du village est d'origine micmac et signifierait « rivière croche », en référence aux nombreux méandres de la rivière Memramcook. Les premières mentions de la région utilisaient l'orthographe Mémérancouque en 1757. Les missionnaires utilisèrent tour à tour Memerancook, Memerancooque (1757), Memeramcook (1803), Memramkook (1812), Mamramcook (1812) et finalement Memramcook. Il y a eu plusieurs controverses récentes au sujet du nom, comme des gens qui proposent l'orthographe Memramcouke ou Memramkouke. Memramcook est surnommé le berceau de l'Acadie, en raison du rayonnement que le village a eu dans le développement culturel et politique aux XVIIIe et XIXe siècles
 Royaume de Grande-Bretagne (1763-1801)

 Royaume-Uni de Grande-Bretagne et d'Irlande (1801-1867)

### Origines

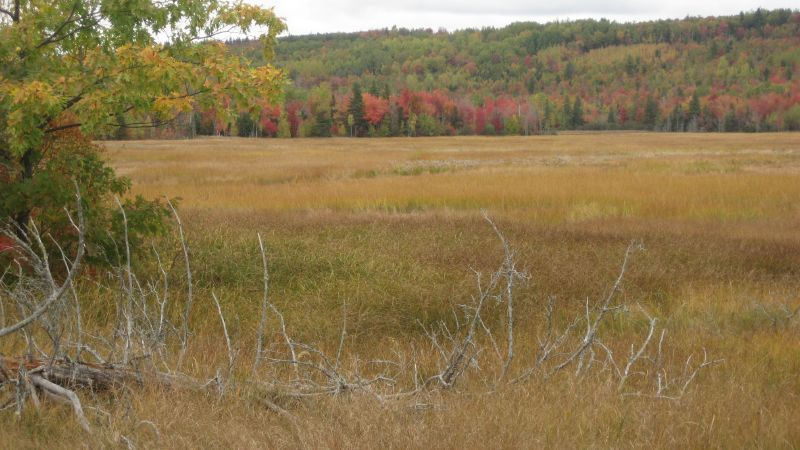
Les marais.

Les Micmacs se sont établis dans la région il y a quelques milliers d'années. Leur principal village et leur cimetière étaient situés à Beaumont, et ils avaient possiblement un campement où se trouve aujourd'hui Saint-Joseph. Beaumont était un endroit stratégique, car il contrôlait la rivière Petitcodiac, route importante du transport maritime. Parmi les familles vivant dans la région, il y avait les Nokoute, Bernard, Skéouite, Toudou, Argémiche, Thomas, etc,.
Samuel de Champlain et Jean de Poutrincourt explorèrent la région en 1605. Ils mentionnèrent une pointe rocheuse, vraisemblablement la pointe des Beaumont, mais aucune présence humaine. En 1612, le père Biard, Charles de Biencourt et leurs quatre guides amérindiens visitèrent Memramcook. Il y avait alors de 60 à 80 cabanes.
Vers 1672, des coureurs des bois et des pêcheurs européens et acadiens commencèrent à fréquenter les lieux et il semble que certains s'y établirent. Le site devint une partie de la seigneurie de La Vallière, ou Beaubassin, en 1676.
En 1698, Pierre Thibaudeau, Guillaume Blanchard, Pierre Gaudet et quelques autres personnes partirent de Port-Royal dans le but d'explorer les Trois-Rivières. Pierre Gaudet, le plus jeune du groupe, décida de s'établir à Memramcook. Le village se développa véritablement à la suite de la signature du traité d'Utrecht, en 1713, qui céda l'Acadie à l'Angleterre. Des familles de Port-Royal déménagèrent alors à Memramcook, encore territoire français.
Les hameaux plus tard connus sous les noms des Pierre-à-Michel et de Beaumont sont fondés en 1740. Le fort de La Galissonière fut construit en 1751. Il devait défendre tout l'isthme de Chignectou mais fut remplacé à ce titre par le fort Beauséjour. La population commença à construire des digues munies aboiteaux à cette époque, afin d'assécher les marais. En 1752, le village comptait 250 personnes réparties en 51 familles. Il y avait les Blanchard, Richard, Lanoue, Dupuis, Benoît, Landry, Aucoin, Maillet, Girouard, Forest, Daigle, Savoie, Robichaud, Bastarache, Hébert, Deslauriers, Cyr, Bourque et Thibodeau. Les gens vivaient surtout sur la rive est de la rivière. La première chapelle fut construite en 1753 à Pointe-au-Bouleau, aujourd'hui Ruisseau-des-Breau.

### Déportation
Durant le XVIIIe siècle, les Britanniques prirent contrôle de l'Acadie. Cornwallis, puis Lawrence, décidèrent de la déportation des Acadiens. Le fort Beauséjour, commandant les régions encore incontrôlées des Trois-Rivières et de Beaubassin, capitula le 16 juillet 1755. Le lieutenant-colonel Robert Monckton, nouveau commandant du fort, commença par attirer les hommes de Beaubassin pour les emprisonner. Après le succès du raid de Willard et Lewis, il décida d'envoyer ses troupes sur Chipoudy, ce qui fut un échec. Ses troupes réussirent à détruire les hameaux des Pierre-à-Michel et de Beaumont et à en capturer les habitants, le 3 septembre de la même année, durant la bataille de Petitcoudiac. Plusieurs survivants se réfugièrent ailleurs, au Village-des-Babineau mais surtout plus loin, vers la baie des Chaleurs, le fleuve Saint-Jean, Québec, l'Île Saint-Jean ou carrément en se cachant dans la forêt.  Une résistance se forma (voir bataille du Cran). Memramcook servit également de lieu de refuge aux déportés d'autres régions. Par exemple, en 1755, douze familles échappées de Beaubassin après la capitulation du fort Beauséjour s'établirent pendant 18 mois au lieu-dit du Ruisseau-des-Cabanes, près du Lac, avant de déménager à Shédiac. Ils laissèrent des inscriptions mystérieuses sur les pierres. En 1756, lors du raid de George Scott, 300 soldats britanniques brûlèrent 125 maisons à Memramcook et capturèrent 300 têtes de bétail. Ils revinrent trois fois durant l'hiver pour essayer de capturer les acadiens cachés dans la forêt. Les survivants vivaient dans des conditions de pauvreté extrême. En 1759, Les Trois-Rivières comptaient encore 190 Acadiens. Cette année-là, plusieurs décidèrent de se rendre. Le colonel Frye (en) permit à 63 personnes de passer l'hiver au fort et aux autres d'occuper les maisons n'ayant pas encore été incendiées. L'été suivant, il captura une partie de ces gens et les envoya à Halifax et au fort Edward, tandis qu'il emprisonna les autres au fort. En 1764, la Proclamation royale leur permit de venir s'établir légalement sur leurs terres. Une commission permit aux Acadiens de s'établir sur une partie seulement de leur ancien village, le reste allant aux colons anglais. En 1766, un nombre de réfugiés retourna de la Nouvelle-Angleterre et, avec ceux étant resté dans les Trois-Rivières, fondèrent le premier village acadien post-déportation à Memramcook, La Montain, ou Village-des-Leplatte,. Belliveau est fondé par Pierre Belliveau en 1768 ou 1769.

### Renaissance acadienne
Après la déportation, le village de Memramcook devint le plus important en Acadie, autant pour son importante population, déjà 75 familles en 1786, que d'un point de vue symbolique. En effet, l'« ancienne Acadie » possédait des villages au milieu de vastes marais cultivés tels que Grand-Pré ou Port-Royal et Memramcook était le seul ayant résisté à l'envahisseur. Par ailleurs, c'est à Memramcook que fut fondée  en 1781 la première paroisse catholique du Nouveau-Brunswick. Durant la colonisation des côtes du détroit de Northumberland, entre 1785 et 1789, une bonne partie des colons provenaient de Memramcook. Ceux-ci fondèrent des villages importants tels que Bouctouche et Richibouctou.
En 1775, Joseph Frederick Wallet Desbarres acheta la concession dite de la Pointe, correspondant à peu près au territoire actuel du village. La province du Nouveau-Brunswick fut créée en 1784. Deux ans plus tard, les Acadiens vivant sur la rive est de la rivière Memramcook reçurent des concessions du gouvernement. Les premiers baux furent signés entre Desbarres et les Acadiens en 1784, par l'entremise de son agente Mary Cannon. Ceux de la Pointe réclamèrent pour la première fois des titres pour leurs terres, en 1786. Ils firent de nouvelles demandes en 1792 et 1795. Le gouvernement provincial confirma le titre de propriété de Desbarres en 1805. Les Acadiens de La Pointe leur envoyèrent une autre pétition à ce sujet en 1808. En 1821, les Acadiens de Beaumont achetèrent leurs terres de Desbarres. Ceux de l'Anse-des-Cormier firent de même en 1822. Desbarres décéda en 1824 à l'âge de 102 ans. L'affaire des titres de propriété fut réglée en 1841 et ratifiée en 1842. Les habitants de la Pointe purent acheter les terres au prix d'un dollar l'acre.
Le développement intérieur de Memramcook se poursuivit. Le Village-des-Piau, l'actuel, fut fondé en 1769 et Pointe-à-l'Ours l'année suivante. Le village du Bonhomme Gould, l'actuel quartier Lourdes, fut fondé en 1790.
En 1782, un an après la fondation de la paroisse, l'abbé Thomas-François Le Roux devint le premier prêtre résident. Une nouvelle église fut construite à La Montain.
Les Micmacs de Memramcook s'organisèrent de plus en plus vers 1830 pour combattre les problèmes sociaux et les difficultés liées aux intempéries. Ils demandèrent la fondation d'une réserve indienne, Fort Folly 27, ce qui fut chose faite en 1840 à Beaumont. Ils construisirent la chapelle Sainte-Anne deux ans plus tard.
En 1854, le père François-Xavier-Stanislas Lafrance fonda le séminaire Saint-Thomas, le premier collège francophone d'Acadie. Il ferma ses portes en 1862 à cause de problèmes financiers. Le père Camille Lefebvre devint le nouveau curé du village en 1864. Il fut l'une des personnalités les plus influentes et appréciées de son histoire. Il fonda le collège Saint-Joseph la même année dans l'édifice du séminaire.
L'ouverture du collège contribua à l'essor économique que connut le village durant le XIXe siècle. Entre 1800 et 1925, plusieurs carrières furent exploitées, principalement à Beaumont. Le hameau prit de l'expansion, comptant cent maisons en 1860. La pierre était exportée vers les États-Unis à partir d'un port comprenant quatre quais. Une briqueterie était en opération entre 1880 et 1905. Les carrières ont cessé leurs opérations en raison des taxes à l'importation des États-Unis. À Beaumont se trouvaient également des mines peu rentables de charbon et d'autres minerais. Quatre puits de pétrole, parmi les premiers en Amérique du Nord, furent forés en 1859 au Pré-des-Surette par H.C. Tweedal, un entrepreneur de Pittsburgh. Ils ne furent pas rentables mais permirent de découvrir la Formation d'Albert, où tous les autres puits furent creusés. De 1876 à 1879, d'autres puits peu rentables furent forés au Pré-des-Surette et à Saint-Joseph. La New Brunswick Petroleum Company reçut un bail de 99 ans pour tout ce secteur. De 1903 à 1905, elle fora 77 puits. Le meilleur donna au début 50 barils par jour, et on estime à 3 000 le nombre de barils extraits du champ de Pré-des-Surette. Il y avait également une mine de cuivre, une mine de fer à College Bridge entre 1892 et 1898 et une mine de gypse à Memramcook-Est. Des bateaux furent construits au Pré-d'en-Bas et à Beaumont. Le village a même eu sa propre beurrerie entre 1892 et 1908. Il y eut aussi toutes sortes d'autres industries et commerces, aujourd'hui pour la plupart disparus, tels que la pêche sur le fleuve, des moulins, des forges, etc.
La première Convention nationale acadienne eut lieu à Memramcook en 1881. On y définit le terme Acadien et la date de la fête nationale y fut choisie.

### Époque contemporaine
Le Monument Lefebvre fut construit en 1896. Fondation de la congrégation Notre-Dame du Sacré-Cœur en 1924.
Le Collège Saint-Joseph est victime d'un incendie en 1933, la chapelle est épargnée. En 1934, reconstruction du Collège Saint-Joseph. La 10e Convention nationale acadienne eut lieu à Memramcook en 1937. Fondation de la caisse populaire de Memramcook en 1941 et de celle de Pré-d'en-Haut en 1944.
L'école de Pré-d'en-Haut fut ouverte en 1949. Les écoles de la vallée furent consolidées en 1955 et l'école régionale ouvrit ses portes en 1958. La 12e Convention nationale acadienne eut lieu à Memramcook en 1957.
L'école Abbey-Landry est inaugurée en 1961. L'Université Saint-Joseph devint un campus de l'Université de Moncton en 1963. Le campus de Memramcook ferma ses portes en 1972 mais l'Institut de Memramcook, une école de langue jumelée à un hôtel, ouvrit ses portes dans le même bâtiment en 1966. À la suite des recommandations de la Commission Byrne, de nombreuses municipalités furent constituées la même année. Saint-Joseph fut donc séparé de la paroisse de Dorchester pour devenir un village en 1966.
La vallée accueillit les 8e Jeux de l'Acadie en 1987. La mascotte officielle de l'évènement est Passe-Pierre, inspiré par la plante passe-pierre. Elle devient par la suite la mascotte officielle de la municipalité.
Le village de Saint-Joseph et 7 localités environnantes fusionnèrent le 8 mai 1995 pour former le village de Memramcook. Memramcook accueillit les premiers Jeux de la francophonie canadienne en 1999. La même année, en marge du Sommet de la Francophonie à Moncton, le gouverneur général Roméo LeBlanc organisa un dîner au village, en compagnie de Boutros Boutros-Ghali et des présidents français, maliens et haïtiens. Jacques Chirac y a reçu la médaille Léger-Comeau et deux doctorats honorifiques, tandis qu'il a remis l'insigne de l'Ordre national du Mérite à Anselme Chiasson, Murielle Roy et Martin Légère.
La caisse populaire de Pré-d'en-Haut ferme ses portes en novembre 2011.

### Chronologie municipale

Évolution territoriale de la paroisse de Dorchester à partir de 1966.

Memramcook est fondé en 1700 dans la seigneurie de Beaubassin, en Acadie, dans la Nouvelle-France. L’Acadie est cédée au Royaume-Uni en 1713 mais la souveraineté sur le territoire au nord de la rivière Mésagouèche, incluant Memramcook, est contesté. En 1768, Memramcook est annexé au comté de Cumberland, en Nouvelle-Écosse, dans l'Amérique du Nord britannique. Le Nouveau-Brunswick est créé en 1784 à partir du comté de Sunbury et d'une portion du comté de Cumberland. Memramcook fait maintenant partie du comté de Westmorland. La paroisse de Dorchester est créée en 1787 à partir de territoires non organisés du comté, incluant Memramcook. En 1827, la paroisse en paroisse de Shédiac est formée à partir de portions des paroisses de Dorchester, de Sackville et de Westmorland. Le comté de Westmorland est constitué en municipalité en 1877. La municipalité de comté est dissoute le 9 novembre 1966. La paroisse de Dorchester devient le DSL de la paroisse de Dorchester, alors que les DSL de Breau Creek, de Cormier's Cove, de La Hêtrière-McGinley Corner, de Memramcook, de Memramcook East, de Pré-d'en-Haut et de Shediac Road sont constitués dans son territoire. Il en est de même pour les villages de Saint-Joseph et de Dorchester. Le village de Saint-Joseph est renommé Memramcook le 8 mai 1995. On y annexe les DSL de Breau Creek, de Cormier's Cove, de La Hêtrière-McGinley Corner, de Memramcook, de Memramcook East, de Pré-d'en-Haut et de Shediac Road,,. Lors de la réforme municipale du 1er janvier 2023, la municipalité conserve ses limites.

## Héraldique
|  | Voici la signification des différents symboles. L'étoile: la survivance acadienne, la croix: la religion et la culture, le livre:éducation, la bâtisse:institution, la médaille et les plumes: Gouverneur général du Canada, l'eau: unité, la flamme: espérance, verdure: agriculture et espace vert. Les couleurs, bleu, blanc et rouge, sont celles du drapeau acadien |

## Démographie
(juillet 2016).
Il y avait 4 638 habitants en 2006, répartis en 1 522 ménages, comparativement à 4 904 habitants en 1996, soit une baisse de 5,4 % en 10 ans. L'âge médian est de 44,1 ans, comparativement à 41,5 pour la province. 86,3 % de la population est âgée de plus de 15 ans, comparativement à 83,8 % pour la province. Les femmes représentent 50,8 % de la population, comparativement à 51,3 % pour la province. Chez les plus de 15 ans, 29,5 % sont célibataires, 56,3 % sont mariés, 2,875 sont séparés, 4,9 % sont divorcés et 6,5 % sont veufs,. Au regard de la population, Memramcook se classe au 19e rang de la province.
| 1991  | 1996  | 2001  | 2006  | 2011  | 2016  |
| ----- | ----- | ----- | ----- | ----- | ----- |
| 4 882 | 4 904 | 4 719 | 4 638 | 4 831 | 4 778 |

Les autochtones représentent 0,7 % de la population et 0,3 % des habitants font partie d'une minorité visible. Les immigrants représentent 2,8 % de la population, 0,4 % des habitants ne sont pas citoyens du Canada et 94,3 % sont de familles établies au Canada depuis 3 générations ou plus.
Le français est la langue maternelle de 84,3 % des habitants, 13,6 % sont anglophones et 2,1 % sont allophones. 83,4 % de la population peut communiquer dans les deux langues officielles, 9,7 % sont unilingues francophones et 6,9 % sont unilingues anglophones. Le français est parlé à la maison par 83,1 % des gens, l'anglais par 16,7 %, les deux langues par 0,4 % et une langue non officielle par 0,2 % de la population. Le français est la langue de travail de 48,9 % des employés, l'anglais de 43,4 % et 7,8 % utilisent les deux langues.
Le diagramme suivant démontre l'augmentation de la population anglophone:
| Évolution des langues maternelles (en %) | Légende                                                         |
| ---------------------------------------- | --------------------------------------------------------------- |
|                                          | - Anglais - Français - Anglais et français - Autre(s) langue(s) |
| Sources,:                                |                                                                 |

47,3 % des habitants âgés de plus de 15 ans possèdent un certificat, diplôme ou grade post-secondaire, comparativement à 44,6 % pour la province.

## Administration
La population de Memramcook est suffisante pour qu'elle devienne une ville, mais il n'y a pas eu de démarches en ce sens.
 (juillet 2016).

### Conseil municipal
Le conseil municipal est formé d'un maire, d'un conseiller général et de cinq conseillers de quartier. Le village est en effet divisé en cinq quartiers à des fins administratives. Le conseil précédent est formé à la suite de l'élection du 12 mai 2008; le maire et deux conseillers sont alors élus par acclamation. Le conseil municipal actuel est élu lors de l'élection quadriennale du 14 mai 2012. Le conseiller du quartier #5, Robert Cormier, démissionne en décembre 2012. Une élection partielle a donc lieu le 13 mai suivant et Rolando Cormier est élu par acclamation.
Conseil municipal actuel
| Mandat    | Fonctions      | Nom(s)           |
| --------- | -------------- | ---------------- |
| 2021-2025 | Maire          | Maxime Bourgeois |
| 2021-2025 | Conseiller(e)s |                  |
| 2021-2025 | 1              | Mariane Cullen   |
| 2021-2025 | 2              | Marc Boudreau    |
| 2021-2025 | 3              | Brian Cormier    |
| 2021-2025 | 4              | Yanic Vautour    |
| 2021-2025 | 5              | Carole Duguay    |
| 2021-2025 | 6              | Normand Dupuis   |

| Période | Période  | Identité            | Étiquette | Qualité |
| ------- | -------- | ------------------- | --------- | ------- |
| 2006    | en cours | Donald O. Leblanc   |           |         |
| 2001    | 2006     | Hermance F. LeBlanc |           |         |
| 1996    | 2001     | Bernard LeBlanc     |           |         |
| 1995    | 1996     | Eugène R. Leblanc   |           |         |

La plupart des membres du conseil ont été élus par acclamation en 1995, 1998 et 2001. À partir de 2004, les élections se font plus compétitives. Le maire actuel, Donald O. Leblanc, a remplacé Hermance Leblanc en 2006 et a été élu par acclamation en 2008.

### Finances
Le budget municipal s'élevait à 3 312 263$ en 2007. 18,4 % étaient alloués à l'administration, 19,3 % aux différents services de protection, 28,2 % au transport, 6,3 % à l'hygiène, 4,2 % à l'aménagement, 15 % aux loisirs et à la culture et finalement 8,14 % au service de la dette.
La taxe foncière s'élève à 1,3812$ par 100$ d'estimation. Les taxes d'eau et d'égouts varient entre 80$ et 535$ selon le secteur, le réseau étant en constante amélioration pour pouvoir desservir tout le village.

### Représentation et tendances politiques
Memramcook est membre de l'Association francophone des municipalités du Nouveau-Brunswick.
 Nouveau-Brunswick: Depuis 2023, Memramcook fait partie de la circonscription provinciale de Dieppe-Memramcook, qui est représentée à l'Assemblée législative du Nouveau-Brunswick par Natacha Vautour, du Parti libéral. Elle fut élue en 2024.
 Canada: Memramcook fait partie de la circonscription fédérale de Beauséjour. Cette circonscription est représentée à la Chambre des communes du Canada par Dominic LeBlanc, du Parti libéral.

## Économie
(septembre 2024).
Chez les habitants âgés de plus de 15 ans, le taux d'activité est de 68,0 %, le taux d'emploi est de 63,9 % et le taux de chômage est de 5,9 %, en forte baisse comparativement au taux de 10,1 % en 2001. À titre de comparaison, ceux de la province sont respectivement de 63,7 %, 57,3 % et 10,0 %, signifiant que l'économie de Memramcook se porte généralement mieux que la moyenne provinciale.
Parmi ces emplois, on en dénombre 3,5 % dans l'agriculture (6,9 % au provincial), 11,2 % dans la construction (6,7 % au provincial), 9,9 % dans la fabrication (10,8 % au provincial), 3,4 % dans le commerce de gros (3,6 % au provincial), 9,7 % dans le commerce au détail (11,9 % au provincial), 7,5 % dans les finances et l'immobilier (4,2 % au provincial), 10,1 % dans la santé et les services sociaux (11,4 % au provincial), 6,5 % dans l'enseignement (6,5 % au provincial), 13,6 % dans les services de commerce (16,9 % au provincial) et 23,6 % dans les autres services (21,1 % au provincial).
Parmi la population active occupée, 4,5 % travaillent à domicile, 12,4 % sont sans lieu de travail fixe et 82,8 % ont un lieu de travail fixe. Parmi les travailleurs ayant un lieu de travail fixe, 20,0 % travaillent au village, 74,5 % travaillent ailleurs dans le comté, 2,9 % travaillent ailleurs dans la province et 2,6 % travaillent dans une autre province.
Les vergers sont un employeur important. Dans le territoire incluant le DSL de la Paroisse de Dorchester, Dorchester, Fort Folly 1 et Memramcook, il y avait 55 exploitants agricoles en 2001, ayant en moyenne 53,7 ans et un total de 45 fermes. Sur une superficie de 283 km2, 5 263 ha étaient exploités.
Il y a une succursale de la Caisse populaire Dieppe-Memramcook, basée à Dieppe et membre d'UNI Coopération financière.
Entreprise Sud-Est, membre du Réseau Entreprise, a la responsabilité du développement économique.

## Urbanisation

### Eau
Seul le quartier de Saint-Joseph possède un système d'aqueduc, en place depuis les années 1970 et desservant environ 1000 habitants. L'approvisionnement se fait à partir de 5 sources d'eau et de 2 puits. Une nouvelle usine de traitement de l'eau fut construite entre 2005 et 2006 au coût de 1,55 million de dollars, permettant d'enlever le fer et le manganèse et d'améliorer la qualité de l'eau. Un remplacement du réservoir datant de 1922, au coût de 800 000$, est projeté.
Le système de traitement des eaux usées comprend trois réseaux séparés. Il y a celui de Saint-Joseph, celui du secteur Petit-Dover/La Hêtrière et celui du secteur College-Bridge/Memramcook-Est. Le système est en cours d'amélioration, ce qui permettra de desservir 50 % de la population. Ces travaux, effectués au coût de 6,5 millions de dollars, comprennent l'extension du réseau de Memramcook-Est vers Pont-Rouge, et le remplacement de la lagune de La Hêtrière par une nouvelle lagune aérée à La Montain.

### Électricité
Une génératrice fut construite au collège Saint-Joseph en 1903, agrandie et perfectionnée en 1912. En plus du collège, elle fournissait de l'électricité au presbytère, à la résidence du Dr. Gaudet et au couvent. Tout le village fut alimenté en électricité à partir de 1929. L'énergie à l'époque provenait uniquement de la centrale de Musquash. Aujourd'hui, Memramcook est alimenté par Énergie NB mais il n'y a pas de centrale au village ou à proximité.

### Transport

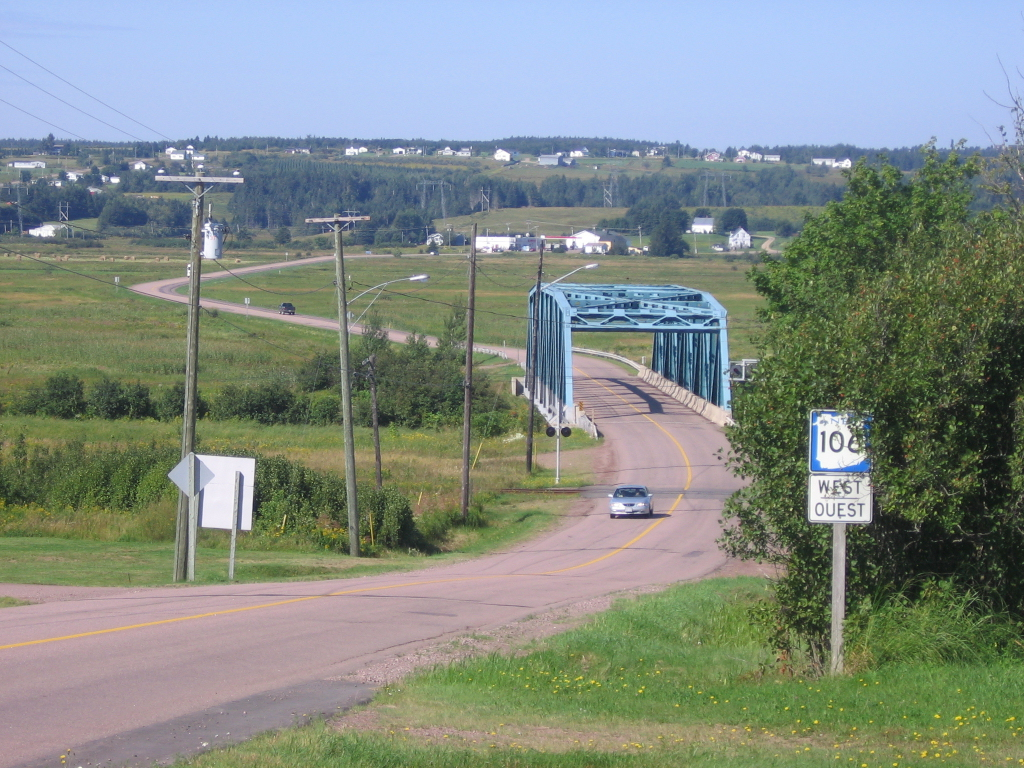
Le chemin de fer et le pont de la route 106, à Lourdes.

Les Micmacs et les Acadiens se déplaçaient en bateau ou par de courts portages. Au XVIIIe siècle, le chemin Royal, l'une des seules routes de l'Acadie, fut construite entre Gédaïque et le fort Beauséjour en passant par Memramcook. Cette route est maintenant la route 106. Le réseau routier se développa au XIXe siècle. Le pont couvert entre Chemin-de-Shédiac et Gaytons était le seul lien terrestre entre la Nouvelle-Écosse et le reste du Canada. Entre les années 1800 et 1850, il y avait deux relais près de celui-ci. Un pont fut construit plus tard à College Bridge (Pont-du-Collège).
La ligne d'Halifax à Rivière-du-Loup du chemin de fer Intercolonial fut construite en 1872, sur la rive ouest du village. La ligne devait à l'origine traverser le bois de l'Aboujagane mais fut déplacée à l'ouest pour desservir le village de Dorchester et du même coup Memramcook. Il y avait des gares à Gaytons, College Bridge et à Lourdes, maintenant fermées.
Entre 1929 et 1955, un service d'autobus relia Memramcook à Moncton.
Memramcook compte 143 kilomètres de rues. 88,0 % des travailleurs se déplacent en automobiles en tant que conducteurs, 10,3 % en tant que passagers et 1,4 % se déplacent à pied ou à bicyclette.
L'accès à Memramcook est aisé à partir de trois sorties à bretelles de l'autoroute transcanadienne, qui contourne le village à l'est. Le chemin Royal (route 106) est une route plus touristique reliant Sackville à Moncton en passant par Memramcook. Deux ponts et une chaussée permettent de traverser la rivière. Celui de Gayton's est un pont couvert en bois. Le village est situé à près de 20 kilomètres de la gare de Sackville, qui relie la région avec Montréal ou Halifax. L'aéroport international du Grand Moncton est situé quant à lui à 30 kilomètres. Un service de navette vers Moncton est à l'essai en 2014.

### Infrastructures et services
Dans le domaine de l'éducation, l'école Abbey-Landry accueille les élèves de la maternelle à la 8e année. Elle dépend du district scolaire 1. Les élèves doivent ensuite poursuivre leurs études jusqu'en 12e année à l'École Mathieu-Martin de Dieppe. Le village voisin de Dorchester dispose d'une école anglophone.
La bibliothèque publique se trouve dans l'hôtel de ville. Elle compte près de 14 500 livres, dont une petite collection en anglais. Il y a aussi des magazines, de la musique, des films et deux ordinateurs mis à la disposition du public. Situé dans le même édifice, le Centre d'accès communautaire de Memramcook dispose de 9 ordinateurs et offre des formations.
Dans le domaine de la santé, Memramcook dispose du Foyer Saint-Thomas de la Vallée de Memramcook Inc., un organisme à but non lucratif offrant soins et logement aux personnes âgées ou handicapées. Les 5 résidences disposent de 100 appartements et de 2 cliniques de soins prolongés totalisant 58 lits. L'organisme compte 33 bénévoles. L'hôpital mémorial de Sackville, anglophone, est situé à une vingtaine de kilomètres. L'hôpital George-L.-Dumont, francophone, est situé quant à lui à Moncton, à une distance de 30 kilomètres.
Le service d'incendie de Memramcook compte 40 pompiers bénévoles. Le service d'incendie est né de la fusion en 2006 des services de Pré-d'en-Haut et de Memramcook. Il compte une caserne centrale à Saint-Joseph et une caserne secondaire à Pré-d'en-Haut, le tout doté de 5 camions d'incendie. Le village ne possède pas de poste d'Ambulance Nouveau-Brunswick et le temps de réaction est considéré trop long. Pour cette raison, les pompiers possèdent aussi deux camions d'urgence et sont formés pour gérer la situation en cas d'accident ou d'urgence médicale, en attendant l'arrivée des ambulances,.
La Gendarmerie royale du Canada fait office de police municipale, le détachement de Memramcook comprenant un caporal et 4 gendarmes. Il fait partie du district 4 de la GRC, dont le quartier général est situé à Shédiac.
L'urbanisme est de la responsabilité de la Commission d'aménagement Beaubassin dont le bureau principal est situé à Shédiac, mais un agent est disponible à l'hôtel de ville.
Il y a deux bureaux de poste à Memramcook.
Les francophones bénéficient du quotidien L'Acadie nouvelle, publié à Caraquet, ainsi que des hebdomadaires L'Étoile, de Dieppe, et Le Moniteur acadien, de Shédiac. Les anglophones bénéficient quant à eux des quotidiens Telegraph-Journal, publié à Saint-Jean et Times & Transcript, de Moncton.

## Culture

### Personnalités
- Charles-Dominique Auffray (1794-1837), instituteur et cultivateur, décédé à Pré-d'en-Haut;
- Alphée Belliveau (1851-1927), instituteur et administrateur scolaire;
- Philomène Belliveau (Memramcook, 1854 - Rimouski, 1940), artiste;
- Philéas-Frédéric Bourgeois (1855-1913), prêtre catholique, professeur et écrivain;
- André T. Bourque (1854-1914), père de Sainte-Croix, musicien, compositeur et auteur;
- Thomas Jean Bourque (1864-19??), médecin, chirurgien et homme politique;
- Diane Carmel Léger (1957-), enseignante, écrivaine et conférencière, née à Memramcook;
- François-Xavier Cormier (1846-1906), prêtre catholique et homme d'affaires;
- Pierre Cormier (1734-1818), colon, mort à Memramcook;
- Dominique Dupuis, violoniste;
- Donatien Gaudet (1922-2014), prêtre, professeur, syndicaliste et nationaliste, né à Memramcook;
- Amand Landry (1805-1877), fermier, professeur et homme politique;
- Conrad Landry (19??-), directeur d'école et homme politique, né à Memramcook;
- David-Vital Landry (1866-1929), médecin, homme politique, agriculteur et fonctionnaire;
- Sir Pierre-Amand Landry (1846-1916), avocat, homme politique et juge;
- Armand Leblanc (1915-1991), prêtre, vicaire épiscopal;
- Bernard LeBlanc (1949-), homme politique, né à Memramcook;
- Émilie Leblanc dite Marichette (1863-1935), militante féministe;
- Jacques Leblanc (né en 1964), boxeur;
- Jean-Paul Leblanc (1923-), homme d'affaires et homme politique;
- Joseph Arthur Leblanc (1879-?), avocat et homme politique;
- Linda Leblanc, patineuse artistique;
- Olivier Leblanc (1830-1919), homme politique et agriculteur;
- Roméo LeBlanc (1927-2009), homme politique, ancien gouverneur général du Canada;
- Camille Lefebvre (1831-1895), enseignant, prêtre et administrateur scolaire, mort à Memramcook;
- Antoine J. Léger (1880-1950), avocat, homme politique, homme d'affaires, écrivain;
- Clément Léger (1865-19??), homme d'affaires et homme politique;
- Édouard Léger (1890-19??), entrepreneur de pompes funèbres, forgeron et homme politique;
- Nathalie Melanson (1842-1923), mystique;
- Siméon Melanson (1873-19??), marchand et homme politique, né à Pré-d'en-Haut;
- Lorenzo Morais (1934-2013), maire de Caraquet, député provincial et homme d'affaires, mort à Memramcook;
- Gregory O'Donnell (né en 1952), homme d'affaires et homme politique;
- Ambroise Richard (1850-19??), avocat, homme d'affaires et homme politique;
- Clovis-Thomas Richard (1892-1976), homme politique, né à Collège Bridge;
- Wallace Ross, champion du monde d'aviron.

### Édifices remarquables et monuments

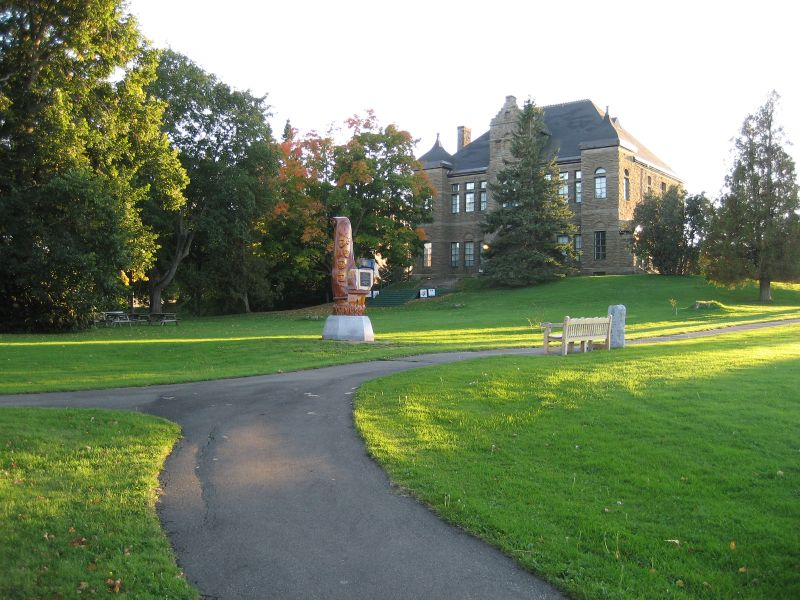
Le Monument Lefebvre.

#### À Saint-Joseph
Au centre de Saint-Joseph, le long de la rue Centrale, se trouve la butte à Pétard. Plusieurs familles y fondèrent un village dans les années 1730, dont celle de Pierre Cyr. À la suite de dissensions, l'un de ses fils reçut le sobriquet de Pétard. En 1770, après le Grand Dérangement, un village se forma à proximité, appelé par la suite Village-des-Piau. Piau est le sobriquet d'une des familles fondatrices, celle de Pierre Belliveau.
Au nord de la butte, le Monument Lefebvre, un site historique national, abrite l'exposition « L'Odyssée acadienne ». Directement au sud de celui-ci se trouve l'ancien Collège Saint-Joseph, qui accueille aujourd'hui un spa, un hôtel et des cours de langue. En face du collège se trouve une statue de son fondateur, le père Camille Lefebvre.
Le séminaire Saint-Thomas, l'ancêtre du Collège Saint-Joseph, fut construit à cet endroit en 1854. Cet édifice devint ensuite le couvent des Petites-Sœurs, aujourd'hui fermé.
De nos jours, la butte comporte plusieurs monuments et édifices importants. On y retrouve l'hôtel de ville, une plaque commémorant le Village-des-Piau, une autre commémorant la première Convention nationale acadienne, en 1881, une autre commémorant la butte elle-même et finalement un panneau et un monument dédiés à Mère Marie-Léonie.

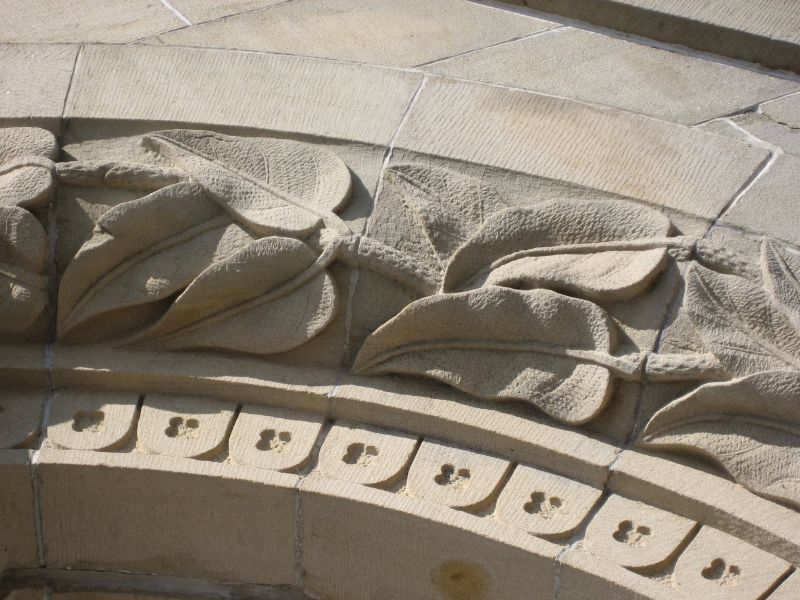
Détail de l'église Saint-Thomas.

Au croisement des rues Saint-Thomas et Centrale s'élève l'église Saint-Thomas qui est un édifice en pierre d'inspirations néogothique et néoclassique.
En arrière de l'église se trouve le cimetière catholique de Saint-Thomas.
L'ancienne école de Saint-Joseph est située au 612 de la rue centrale. Cette école de deux classes, l'une des premières de la région, fut construite en 1926 pour remplacer une école à classe unique datant de 1899. Elle était d'un style assez avant-gardiste pour l'époque, tant pour sa construction que pour ses toilettes intérieures. Vers 1932, une des salles fut divisée pour en faire une école à trois classes. L'édifice servit ensuite d'hôtel de ville de Saint-Joseph entre 1976 et 1995, puis accueillit l'hôtel de ville du nouveau village de Memramcook entre 1995 et 1999. Il abrite aujourd'hui un musée et la Société historique de la vallée de Memramcook.

#### À l'extérieur
Le parc des Vétérans est situé à l'angle du chemin Royal et de la rue Saint-Thomas.
Les Vergers Belliveau sont situés sur la rue principale, à Pré-d'en-Haut. Les vergers de 100 acres furent fondés par Sébastien Belliveau au début des années 1900, exploités par le clergé entre les années 1950 et 1960 et rachetés par un employé, Louis Bourgeois, en 1967. Le verger produit plusieurs vins, vendus dans le magasin. Le site sert de centre d'interprétation sur la pomme et a reçu le titre d'Économusée en 2006. Les vergers forment le principal site du Festival annuel des pommiers fleuris de Memramcook.
La cave à vin Boudreau peut être visitée sur rendez-vous. Le vignoble produit sept vins.
Le quai du Village-des-Belliveau est le seul quai en bois encore existant le long de la rivière Petitcodiac. Ce fleuve était autrefois très important pour le transport de marchandises et de passagers. Le quai actuel fut construit en 1888 pour remplacer un autre détruit en 1869.
La maison natale de Roméo LeBlanc est située sur la rue Centrale, à l'Anse-des-Cormier. L'édifice d'un étage et demi fut construit en 1850 selon le style acadien de l'époque. Roméo Leblanc y est né en 1927 et y passa son enfance.
La croix de la Montain est une croix en fer forgé située au croisement de la rue Centrale et du chemin de la Montain. Éclairée la nuit par des néons rouges installés en 1955, elle commémore le lieu de la première église de Memramcook, construite au début des années 1780. La croix fut construite en 1906 par Sylvain R. Gaudet, Marcel D. Leblanc et Émile S. Léger et une plaque commémorant le bicentenaire de la paroisse Saint-Thomas fut installée en 1981.
L'ancienne école de Gayton est située à quelques mètres du pont couvert de la rivière Memramcook, dans le quartier du même nom. Elle fut construite en 1884 et fermée dans les années 1960, en raison de la restructuration du système scolaire de la vallée. Elle a maintenant un usage privé, mais garde toutes ses caractéristiques et la plupart de son matériel d'origine. C'est l'une des dernières écoles à salle unique encore existante dans la région.

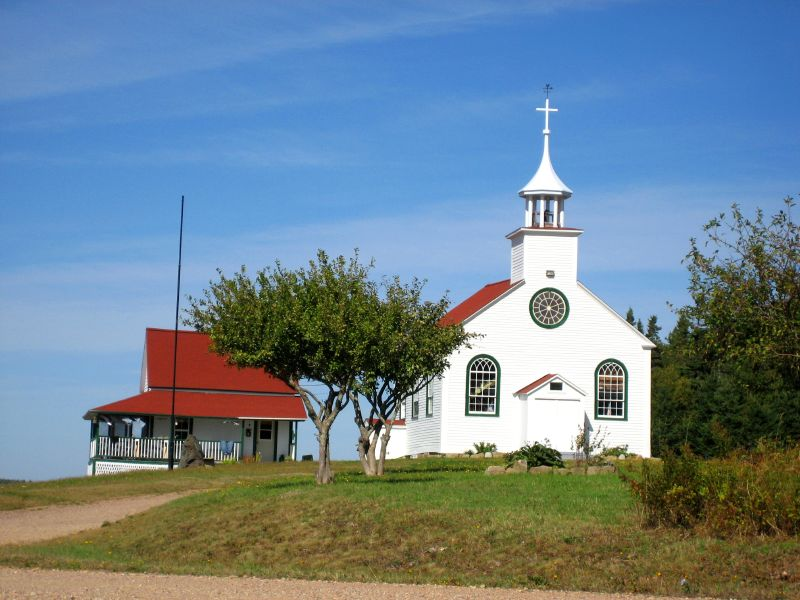
Le site historique de Beaumont.

L'ancienne réserve Mi'kmaq de Beaumont comprend une chapelle et son presbytère, ainsi qu'un cimetière. Des Micmacs s'installèrent à cet endroit en 1839. Sous la direction du chef Peter Bernard et de l'abbé Fernand Gauvreau, la chapelle fut construite en 1842, probablement par le maître-charpentier Hilaire Arsenault et la première messe eut lieu à l'automne 1843. Les Micmacs abandonnèrent peu à peu la réserve pour s'établir à Fort Folly et le site devint la propriété de l'archidiocèse de Moncton en 1952,,.
L'église Notre-Dame-de-l'Assomption est située sur la rue Principale, à Pré-d'en-Haut. L'édifice fut construit en 1934, l'église Saint-Thomas étant devenu trop petite pour la population. Elle fut construite par Edouard Belliveau, dans un style relativement simple, probablement à cause de la Grande Dépression, les murs intérieurs étant par exemple à l'origine finis en carton pressé. Les bancs de l'église Saint-Thomas y furent installés et l'église fut inaugurée en 1935.
L'église Notre-Dame-de-Lourdes est située sur le chemin Aboujagane, à Memramcook-Est. L'édifice en bois, d'un style néo-renaissance influencé par le néogothique, fut construit entre 1897 et 1898.
Située à côté de l'église, la grotte de Lourdes est un monument en pierre des champs comprenant une statue de la Vierge Marie, de Jésus et de Bernadette Soubirous. Elle est la réplique quasi exacte, en miniature, de la grotte de Massabielle, à Lourdes. Elle fut construite entre 1957 et 1958, à l'instigation du père Paul-Marie Thériault pour célébrer le centième anniversaire des apparitions de la Vierge Marie à cet endroit.

### Langue
Selon la Loi sur les langues officielles, Memramcook est officiellement francophone puisque moins de 20 % de la population parle l'anglais.
La majorité de la population parle le français acadien. Le chiac, une langue mixant l'anglais, le français et l'ancien français, est parlé en plusieurs endroits du sud-est de la province. Memramcook a également une minorité parlant l'anglais des Maritimes.

### Gastronomie

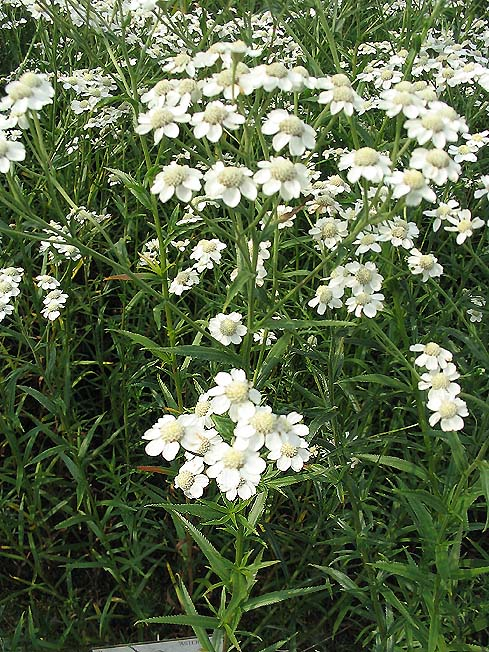
Passe-pierre

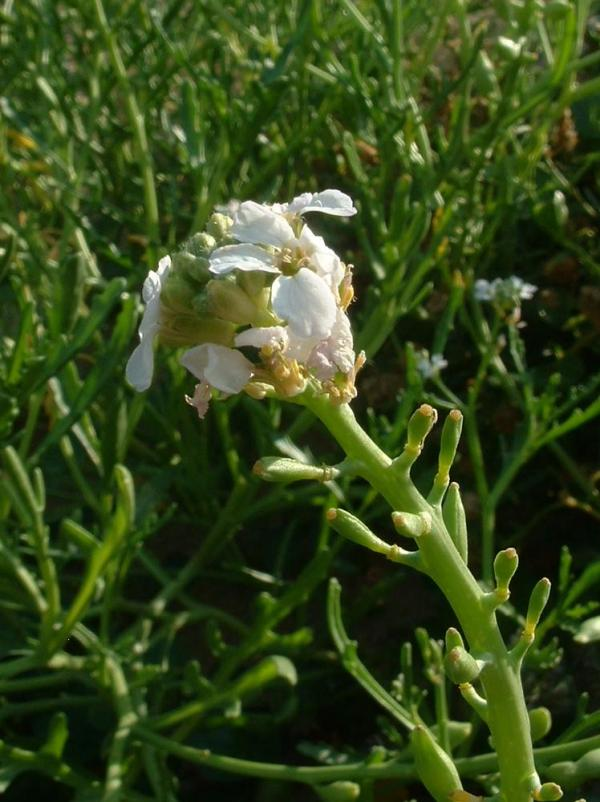
Tétine de souris

La cuisine traditionnelle de Memramcook ne diffère pas vraiment de la cuisine acadienne typique, sauf pour deux ingrédients: la passe-pierre et la tétine de souris, deux plantes comestibles poussant dans les marais que l'on fait cuire comme des légumes. Les jeunes feuilles de navet sont aussi plus populaires.
Voici quelques plats typiques :
- La poutine râpée, considérée comme le plat national de la région. Ce sont des boules faites de patates cuites et crues, bouillies, fourrées de viande et servies comme entrée ou plat principal.
- La poutine à la farine.
- La poutine à trous, qui est un beigne farci de raisins secs, de pommes de prés et de pommes, nappé d'une sauce à base de cassonade.
- Le chiore, un plat à base de patates râpées.
- Les crêpes râpées, des crêpes faites de patates râpées.
- Le fricot, une soupe contenant de la viande, du poisson ou des fruits de mer, des patates et des oignons avec beaucoup de bouillon et parfois des boules de pâtes assaisonnées.

### Sport

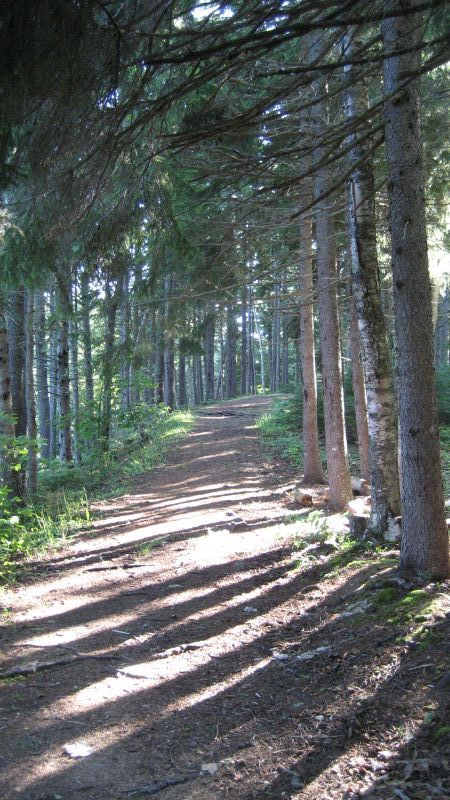
Un sentier du parc Leblanc.

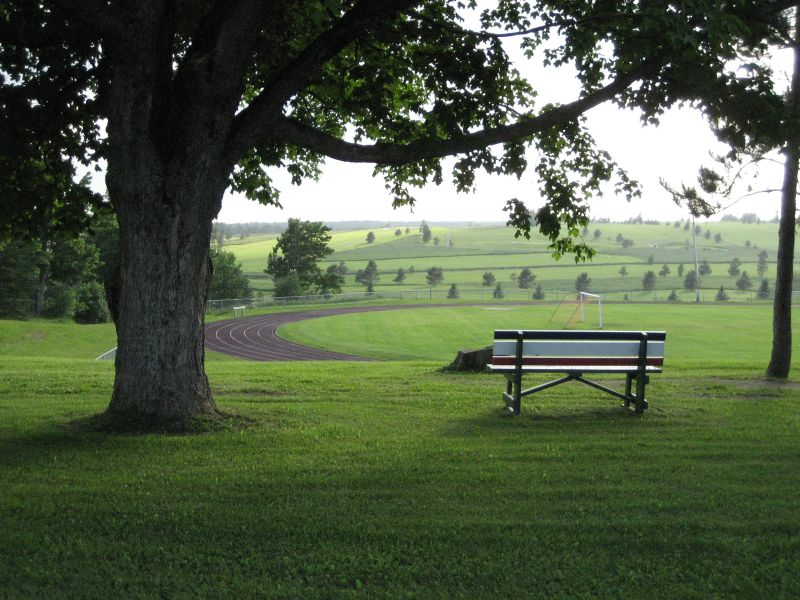
Le parc Leblanc et le Terrain de golf de la vallée de Memramcook.

Un hippodrome existait au Lac vers la fin du XIXe siècle. Un autre, maintenant abandonné, fut construit au Pré-des-Surette en 1927.
Le terrain de golf de 18 trous accueille chaque année l'Omnium de golf du Nouveau-Brunswick.
L'aréna Eugene Leblanc est une patinoire intérieure pouvant accueillir 725 spectateurs. En arrière de ce bâtiment se trouve le Parc Leblanc, comprenant des terrains d'athlétisme, de soccer, de balle-molle, de tennis et de volley-ball.
Le parc BMX permet de pratiquer la planche à roulettes, le patin à roulettes et le BMX.
Le village comporte également plusieurs autres parcs, dotés de terrains de jeux pour enfants.

### Société historique et musée
La Société historique de la vallée de Memramcook (SHVM) existe depuis le 27 janvier 1977. Créée à l'origine pour assurer la sauvegarde du Monument Lefebvre, elle vise aujourd'hui à faire reconnaître le patrimoine de Memramcook. La SHVM maintient un centre de documentation et d'archives et organise des activités publiques. Elle publie également deux fois par année la revue historique Les Cahiers, ainsi que quelques livres d'histoire et romans sur la région. Le musée de la SHVM est situé dans la vieille école de Saint-Joseph. Il est ouvert du lundi au vendredi en juillet et août et le lundi durant la basse-saison.

### Religion
Les Trois-Rivières faisaient partie de la paroisse de Beaubassin, fondée en 1672. Des missionnaires visitèrent le site de Memramcook à partir de 1700. Pour accommoder le nombre grandissant de paroissiens, une première chapelle fut construite en 1754 puis démolie par un Anglais en 1760. Les missionnaires continuèrent leurs visites, mais célébrèrent les messes dans les résidences. Une seconde chapelle fut construite en 1780, à la Montain, suivie par la paroisse catholique Saint-Thomas, la plus ancienne du Nouveau-Brunswick, en 1781. La chapelle Sainte-Anne fut construite à Beaumont par les Micmacs en 1842. Une seconde paroisse, Notre-Dame-de-l'Annonciation, fut érigée canoniquement en 1940 pour desservir l'ouest, c'est-à-dire les quartiers entre Pré-des-Surette et Beaumont. Une église y avait été construite en 1934. Les religieuses Notre-Dame-du-Sacré-Cœur ouvrirent un couvent dans la paroisse en 1955. Une troisième paroisse, Notre-Dame-de-Lourdes, fut créée en 1962 pour desservir la rive est.

### Fêtes et traditions

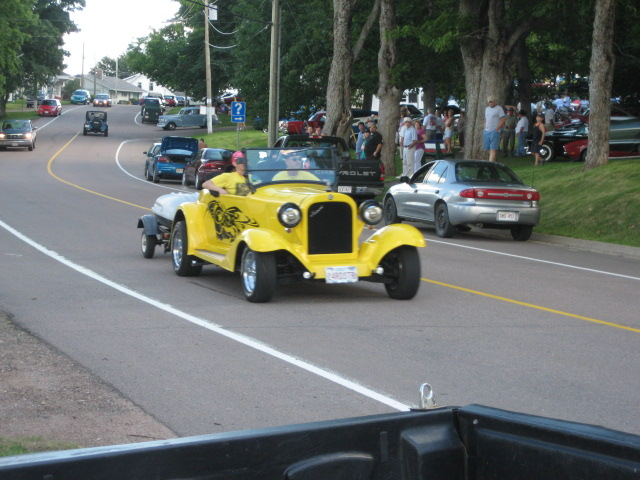
Festival Show n Shine.

Memramcook est l'hôte de nombreuses célébrations au cours de l'année. Le festival Show 'n Shine est une exposition de voitures antiques se déroulant au mois d'août. Le festival des pommiers en fleurs est organisé au mois de juin à la Ferme Bourgois de Pré-d'en-Haut. Il y a aussi, entre autres, le Memramcook Valley Bluegrass Festival et la compétition annuelle de bûcherons.

### Memramcook dans la culture
Memramcook est mentionné à plusieurs reprises dans la série télévisée Acadieman. Une partie du film Acadieman vs le CMA 2009 se déroule d'ailleurs au village, plus précisément à la chapelle Sainte-Anne. Memramcook fait l'objet d'un poème dans le recueil de poésie La terre tressée, de Claude Le Bouthillier. Memramcook est aussi mentionnée dans le roman La Mariecomo de Régis Brun.

#### Documentaires
- Donatien Gaudet, Passe-Pierre et les jeux, Comité général de la Vallée de Memramcook, 1994.
- Gustave Gaudet, La vallée de Memramcook : hier-aujourd'hui, Shédiac: chez l'auteur, 1984,  (ISBN 0-9691941-0-2). [ Lire en ligne ].
- Ronald Labelle, Au Village-du-Bois : mémoires d'une communauté acadienne, Moncton: Université de Moncton, Centre d'études acadiennes, 1985,  (ISBN 0-919691-18-8).
- Gérard Émile Leblanc, Chroniques de Memramcook, Lévis: Éditions de la Francophonie, 2007,  (ISBN 978-2-89627-101-6).
- Louise Léger (rédactrice), Charline LeBlanc et Josanne Cormier (recherchistes), Memramcook : initiation historique, Memramcook: SHVM, 1982. [ Lire en ligne ].
- Paul Surette, Le Grand Petcoudiac, Dieppe: Ville de Dieppe, 1985.
- Paul Surette (dessins de François Cormier), Le grand-Petcoudiac à mi-siècle 1828 à 1872, Dieppe: Ville de Dieppe, 1998.
- Paul Surette, Memramcook: La lutte pour la terre, Memramcook: SHVM, 2003.
- Paul Surette, Memramcook, Petcoudiac et la reconstruction de l'Acadie 1763-1806, Memramcook: SHVM, 2004.
- Thérèse Vautour, Histoire d'une servante centenaire : Couvent Notre-Dame-du-Sacré-Cœur, Moncton: Éditions de la Francophonie, 2002,  (ISBN 2-923016-00-9).
- Comité du Livre du bicentenaire de la Paroisse Saint-Thomas de Memramcook, Deux cents ans de vie paroissiale à Memramcook, 1781-1981, 1981. [ Lire en ligne ].
- La Vallée de Memramcouke : vue à travers ses monuments, ses sites historiques, ses personnages, ses coutumes, ses traditions et ses faits d'histoire, Memramcook: SHVM, 1994.

#### Revues
- Cahiers de la SHVM, VOL 1-18, 1979-2007. [ Lire en ligne ].

#### Romans
- Diane Carmel Légère, La Butte à Pétard, Bouton d'or d'Acadie, 2004,  (ISBN 2-922203-70-0).
- Paul Surette, Mésagouèche: L'évasion d'un peuple, Memramcook: SHVM, 1991.